# Roman Petusjkov

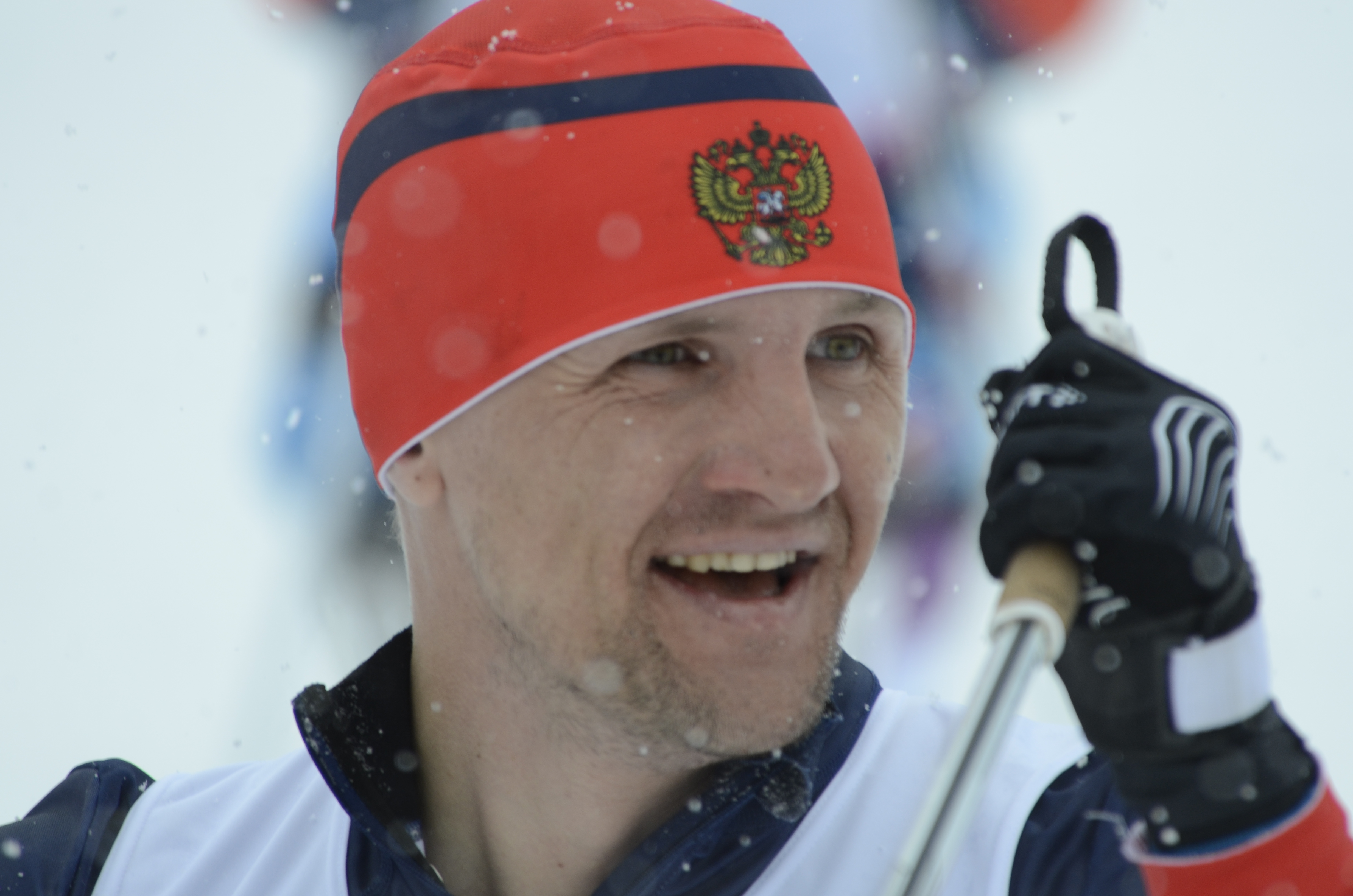
Petusjkov närbild

Roman Alexandrovitj Petusjkov (ryska: Роман Александрович Петушков), född 18 februari 1978 i Dmitrov, Ryska SFSR, Sovjetunionen, är en rysk längdåkare och skidskytt.

## Meriter
Paralympiska vinterspelen 2010
- Silver, längdskidåkning 15 km sittande
- Brons, skidskytte 12,5 km sittande

Paralympiska vinterspelen 2014
- Guld, längdskidåkning 1 km sittande
- Guld, längdskidåkning 4 x 2,5 km öppen stafett
- Guld, längdskidåkning 15 km sittande
- Guld, skidskytte 12, 5 km sittande
- Guld, skidskytte 15 km sittande
- Guld, skidskytte 7,5 km sittande